# Мемориальный музей С. Стальского
Мемориальный музей С. Стальского (лезг. СтIал Сулейманан цIуру кIвал)— музей, посвящённый жизни и творчеству одого из крупнейших дагестанских поэтов XX века, Сулейману Стальскому. Расположен в родовом селе поэта Ашага-Стал, в доме, где он прожил с 1934 года до смерти в 1937 году. Является филиалом Национального музея Республики Дагестан им. А. Тахо-Годи.

## История музея
В 1934 году на окраине родного села Стальский вместе с женой построил своими руками собственный дом
В разное время этот дом посещали известные писатели и поэты: Пётр Павленко, Владимир Луговской, Николай Тихонов, Г. Цадаса, Абуталиб Гафуров, Тагир Хрюгский, Эфенди Капиев, Нажмудин Самурский и другие.
Через 12 лет после смерти поэта, 18 мая 1950 года в его доме в селе Ашага-Стал был открыт мемориальный музей. Основателем и первым директором музея стал Мирзеюсуф Сулейманович Стальский (1908—1975), средний сын поэта. В музее экспонировались личные вещи поэта, его книги, орудия труда, лезгинская одежда, предметы быта лезгинского народа, картины, аудиозаписи выступлений поэта и автомобиль М-1, который ему в 1935 году подарил Серго Орджоникидзе. 
В октябре 1977 года, когда Совет Министров ДАССР постановил преобразовать Дагестанский краеведческий музей в Дагестанский государственный объединенный музей (ДГОМ), музей С. Стальского вошёл в его состав в качестве филиала.
Впоследствии здание музея было сильно разрушено в результате нескольких землетрясений. Из-за ветхого состояния дом-музей был реконструирован в 1988—1989 годы. Этот музей просуществовал до весны 2016 года, когда в ночь с 21 на 22 марта в пожаре дом сгорел со всеми экспонатами (1450 единиц).
Благодаря благотворительному фонду «Территория добра» и заводу минеральных вод «Рычал-Су» в кратчайшие сроки были восстановлены не только здание и экспозиция дома поэта, но также приведена в порядок прилегающая территория, благоустроен сад, отреставрированы музейные предметы, а стараниями Администрации Сулейман-Стальского района отремонтирована подъездная дорога к музею. Активно проводилось комплектование музея новыми предметами.
Идёт сбор материалов экспозиционного фонда, восстанавливаются портреты и стенды, не уцелевшие во время пожара, будут приобретены качественные стеллажи, витрины. Для этого привлечены творческие люди, специалисты и коллективы учреждений образования и культуры, —Нариман Абдулмуталибов, руководитель Сулейман-Стальского района.
Реконструированный музей был торжественно открыт для посетителей 18 мая 2017 года, ко дню рождения поэта. На момент открытия экспозиция музея состояла из 400 предметов. Среди них отреставрированные настенные часы с кукушкой, домашняя утварь поэта и машина — подарок С. Орджоникидзе.
В 2017 году возле музея был установлен памятник Сулейману Стальскому, выполненный российским скульптором Шарифом Шахмардановым.

## Музей сегодня
В экспозиционное пространство музея входят три зала, мемориальная комната, прихожая и веранда. Первый зал посвящён дореволюционному периоду жизни и творчества поэта. Здесь же представлены предметы быта, орудия труда и одежда поэта, книги с его произведениями. Экспозиция второго зала рассказывает о становлении советской власти в Дагестане, творческой дружбе Сулеймана Стальского с Максимом Горьким, выступлении поэта на Первом съезде писателей СССР, представлены книги поэта разных лет выпуска на разных языках, живописное полотно заслуженного деятеля искусств РСФСР и ДАССР, Муэтдина Джемала «М. Горький и С. Стальский».
Третий зал знакомит с творчеством поэта, его заслугами и наградами: вручение Ордена Ленина, выступление Стальского при вручении ему ордена М. Калининым, работа в качестве кандидата в депутаты Верховного Совета СССР. Здесь также представлена информация о семье поэта, все трое сыновей которого ушли на фронт во время Великой Отечественной войны. 
В мемориальной комнате воссоздана обстановка, какой она была при жизни поэта, погружая в атмосферу того времени. Экспозиция прихожей знакомит с документами, фотографиями, газетами, освещающими смерть и похороны С. Стальского. Экспозиция, расположенная на веранде музея, посвящена творчеству поэтов и писателей Дагестана. Здесь представлены их книги, фотографии лауреатов республиканской премии им С. Стальского, а также материалы о теплоходе, пике и леднике в горах Заилийского Алатау в Казахстане, которые носят имя народного поэта Дагестана Сулеймана Стальского. Экспонируется и автомобиль М-1, подарок С. Орджоникидзе.
Вход в музей бесплатный.